# Révolution haïtienne de 1876
 (mai 2016).
Si vous disposez d'ouvrages ou d'articles de référence ou si vous connaissez des sites web de qualité traitant du thème abordé ici, merci de compléter l'article en donnant les références utiles à sa vérifiabilité et en les liant à la section « Notes et références ».
La révolution haïtienne de 1876 est une révolte qui renversa le président de la république Michel Domingue et son ministre l'influent dictatorial Septimus Rameau. Cette révolution conduisit Haïti a instauré un gouvernement provisoire avant d'organiser de nouvelles élections. Ces élections conduisirent Pierre Théoma Boisrond-Canal, l'un des chefs de la révolte de 1876, à la présidence de la république haïtienne.

## Avant 1876

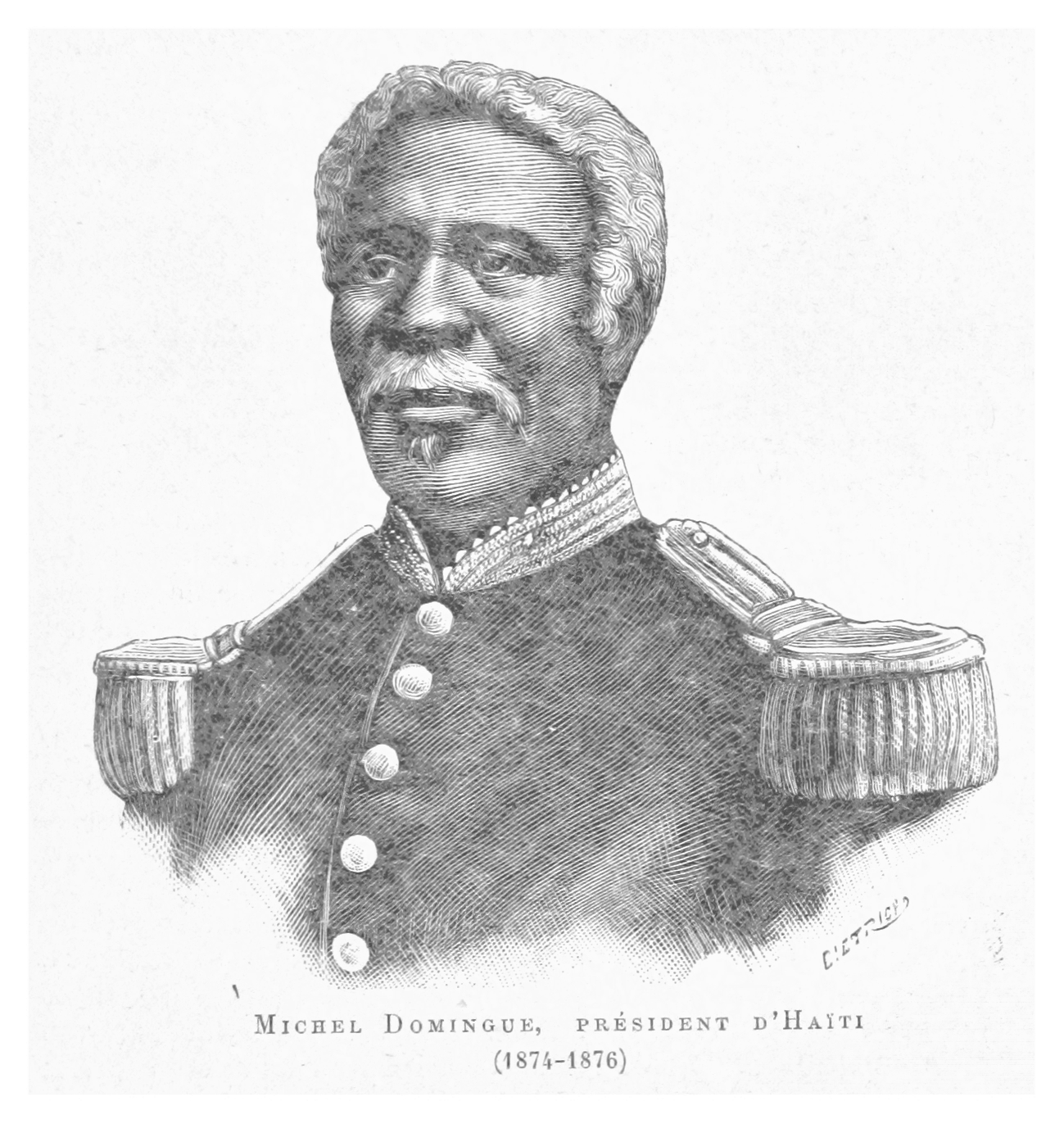
Michel Domingue, président de la république.

Le 11 juin 1874, le général Michel Domingue est élu pour un mandat de huit ans en tant que président de la République succédant ainsi au président Nissage Saget. Domingue, qui était avant tout un soldat, n'avait ni le poids ni le tact d'un homme d'État. Il a donc considéré qu'il était plus approprié de nommer, pour gérer des fonctions publiques, Septimus Rameau, qu'il nomme par décret du 10 septembre 1874 vice-président du Conseil des Secrétaires d'État. Rameau est devenu le véritable gouvernant d'Haïti. La Constitution, qui fut adoptée le 6 août 1874, portait déjà sa signature. Malheureusement, Rameau était dictatorial et dominateur par nature, de sorte que son point de vue était toujours supérieur aux autres, tandis que Michel Domingue était plus une figure de proue.

## La Révolte
Enfin la corruption et la fraude prenait une telle ampleur que Domingue émit un décret, en date du 15 mai 1875, pour l'arrestation des généraux Brice et Pierre Monplaisir-Pierre. Son adversaire politique Pierre Théoma Boisrond-Canal critiqua cette politique financière et cet emprunt. Il dut se réfugier à l'ambassade des États-Unis. Rameau tenta de rétablir l'ordre durant cette période de trouble politique. Brice et Pierre Monplaisir-Pierre furent tués alors que Boisrond-Canal et d'autres opposants durent fuir à l'étranger. Rameau fut accusé d'être le responsable de la mort des deux généraux. Il fut lui-même assassiné en pleine rue à Port-au-Prince par des insurgés. Après l'assassinat de Rameau, Domingue fut immédiatement chasser du pouvoir et exiler le 15 avril 1876 à Kingston en Jamaïque où il mourut un an plus tard. C'est son opposant politique, Boisrond-Canal qui lui succéda à la présidence.